# Station Horst-Sevenum
Station Horst-Sevenum is het spoorwegstation van Horst en Sevenum en gelegen in Hegelsom, op het grondgebied van de gemeente Horst aan de Maas. Het stationsgebouw stamt uit 1864 en behoort tot het standaardtype SS 5e klasse. Er hebben in de loop der jaren twee verbouwingen plaatsgevonden waarbij het gebouw aan beide zijden voor een deel is uitgebreid. Vanaf 2019 zat er een brasserie in het stationsgebouw en was de bovenruimte verhuurd.
In september en oktober 2013 hebben in het pand verbouwingen plaatsgevonden. Er zat een tijdlang een stationsrestauratie (Staatsie 1866) en een Bed & Breakfast in. Staatsie 1866 is in 2020 failliet gegaan.
In 2024 is er een Lunchroom/Gastrobar ('De Conducteur') geopend.
Het station had lange tijd 3 perronsporen, maar bij werkzaamheden in november 2021 is het 3e spoor verwijderd. 

## Voor- en natransport
Op het station staan enkele kaartautomaten. Er zijn verder een onbewaakte fietsenstalling en fietskluizen aanwezig bij het station. Zowel aan de noord- als de zuidzijde van het spoor zijn parkeerplaatsen voor auto’s en er is een taxistandplaats.

### Bussen (Arriva)
- Lijn 79: Panningen - Helden - Maasbree/Toverland - Sevenum - Horst
- Lijn 87: Venlo - Blerick - Heierhoeve - Sevenum - Horst - Venray
- Lijn 279: Evertsoord - Kronenberg - Sevenum - Horst - Melderslo - Lottum
- Lijn 289: Horst - Venray
- Lijn 679: Panningen - Helden - Maasbree/Toverland - Sevenum - Horst (schoolbus)
- Lijn 687: Horst → Sevenum → Heierhoeve → Blerick → Venlo (schoolbus)

## Treinverbindingen
De volgende treinseries halteren in de dienstregeling 2025 te Horst-Sevenum:
| Serie | Treinsoort     | Route | Bijzonderheden |
| ----- | -------------- | --- | --- |
| 3500  | Intercity (NS) | Dordrecht – Rotterdam Centraal – Schiedam Centrum – Delft – Den Haag HS – Leiden Centraal – Schiphol Airport – Amsterdam Zuid – Utrecht Centraal – 's-Hertogenbosch – Eindhoven Centraal – Helmond – Horst-Sevenum – Venlo | Rijdt na circa 22:30, op zaterdagochtend tot circa 9:00 en op zondagochtend tot circa 10:00 niet tussen Dordrecht en Utrecht Centraal v.v. |

## Ontwikkeling aantal reizigers
Het aantal door NS vervoerde reizigers (per gemiddelde werkdag) ontwikkelde zich sedert 2019 als volgt:
| Jaar | Aantal reizigers |
| ---- | ---------------- |
| 2019 | 2.797            |
| 2020 | 1.297            |
| 2021 | 1.539            |
| 2022 | 2.156            |
| 2023 | 2.402            |
| 2024 | 2.313            |

## Afbeeldingen

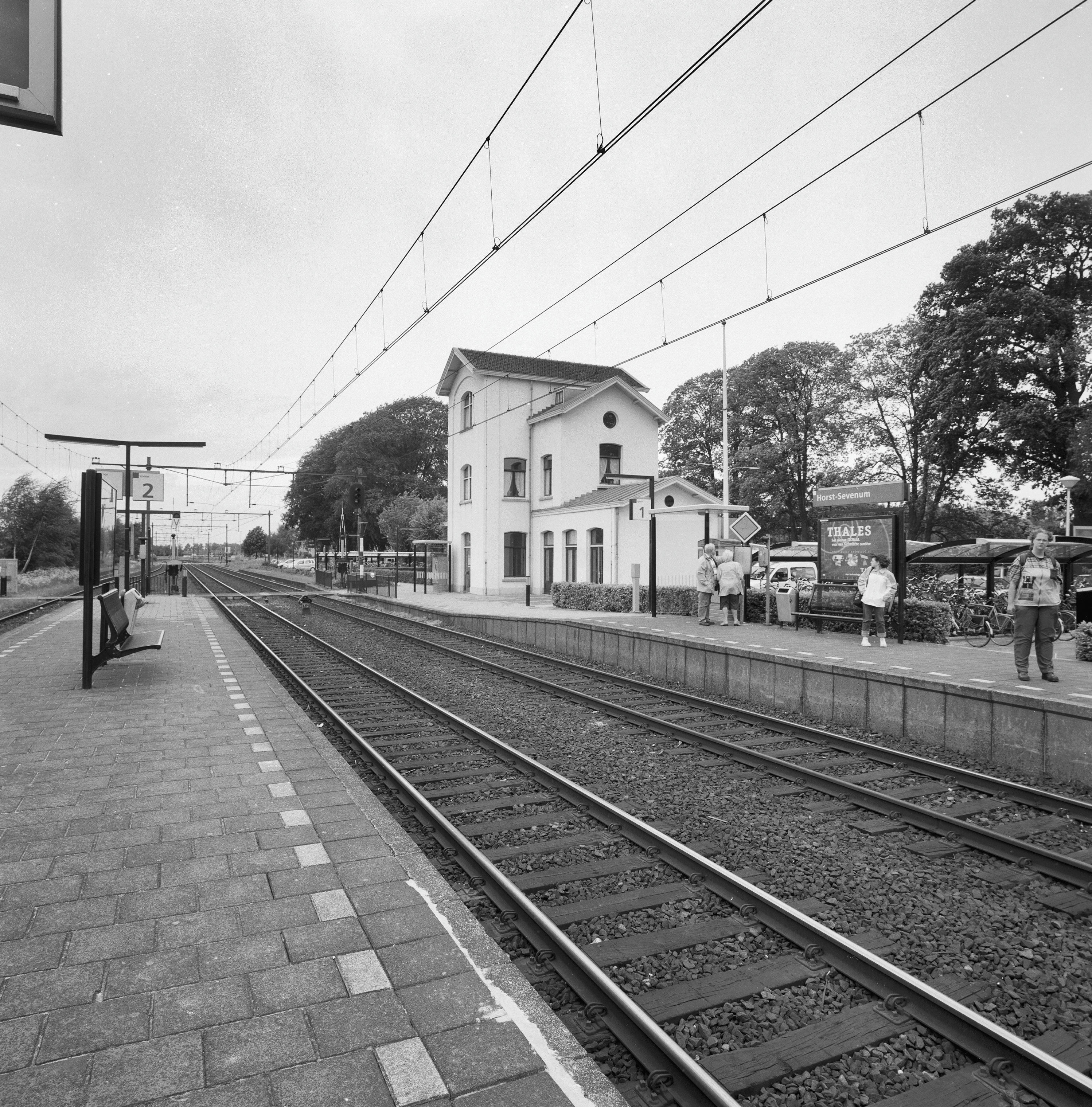
Station, gezien vanaf het tweede perron
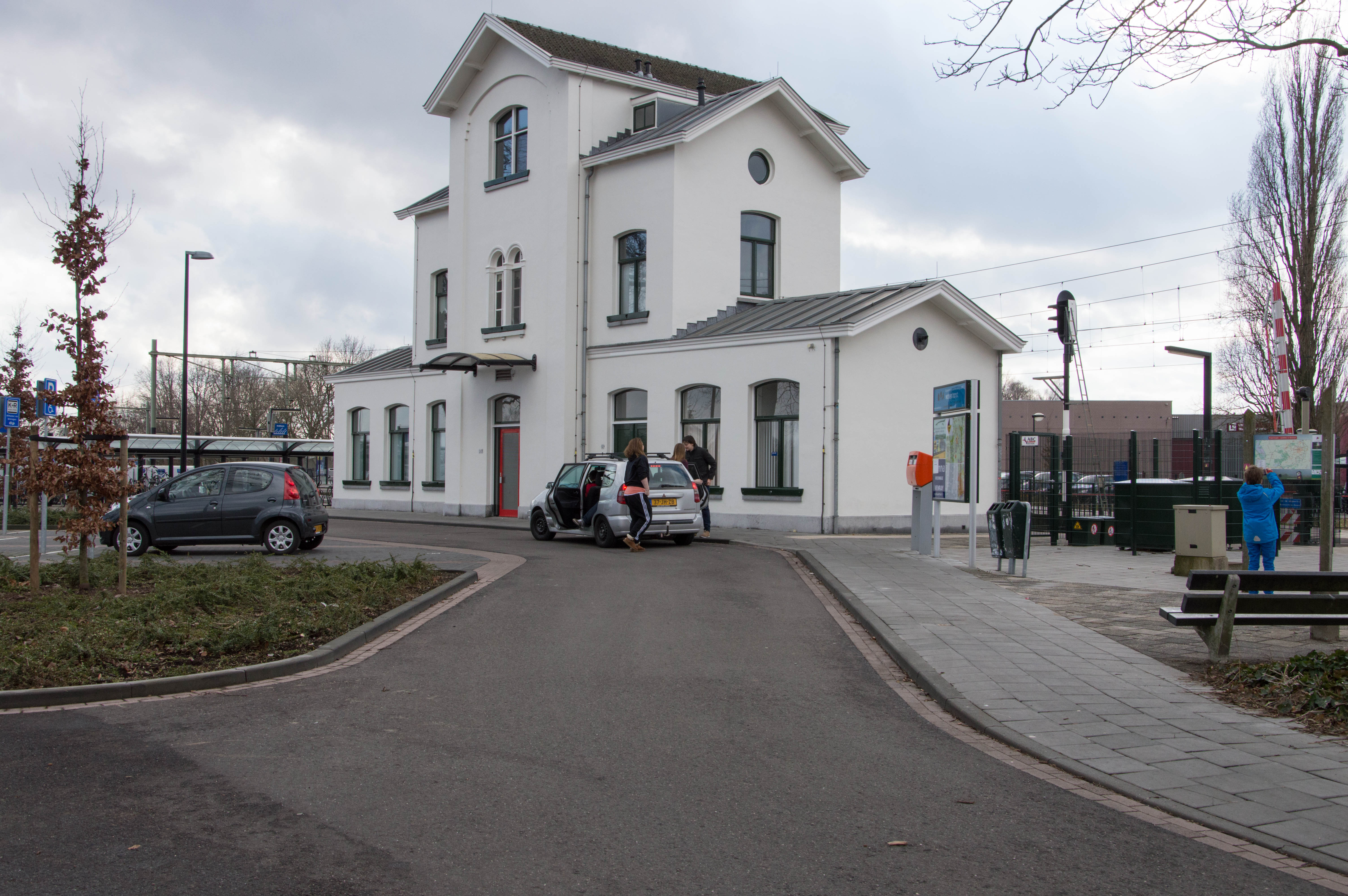
Het station in 2013
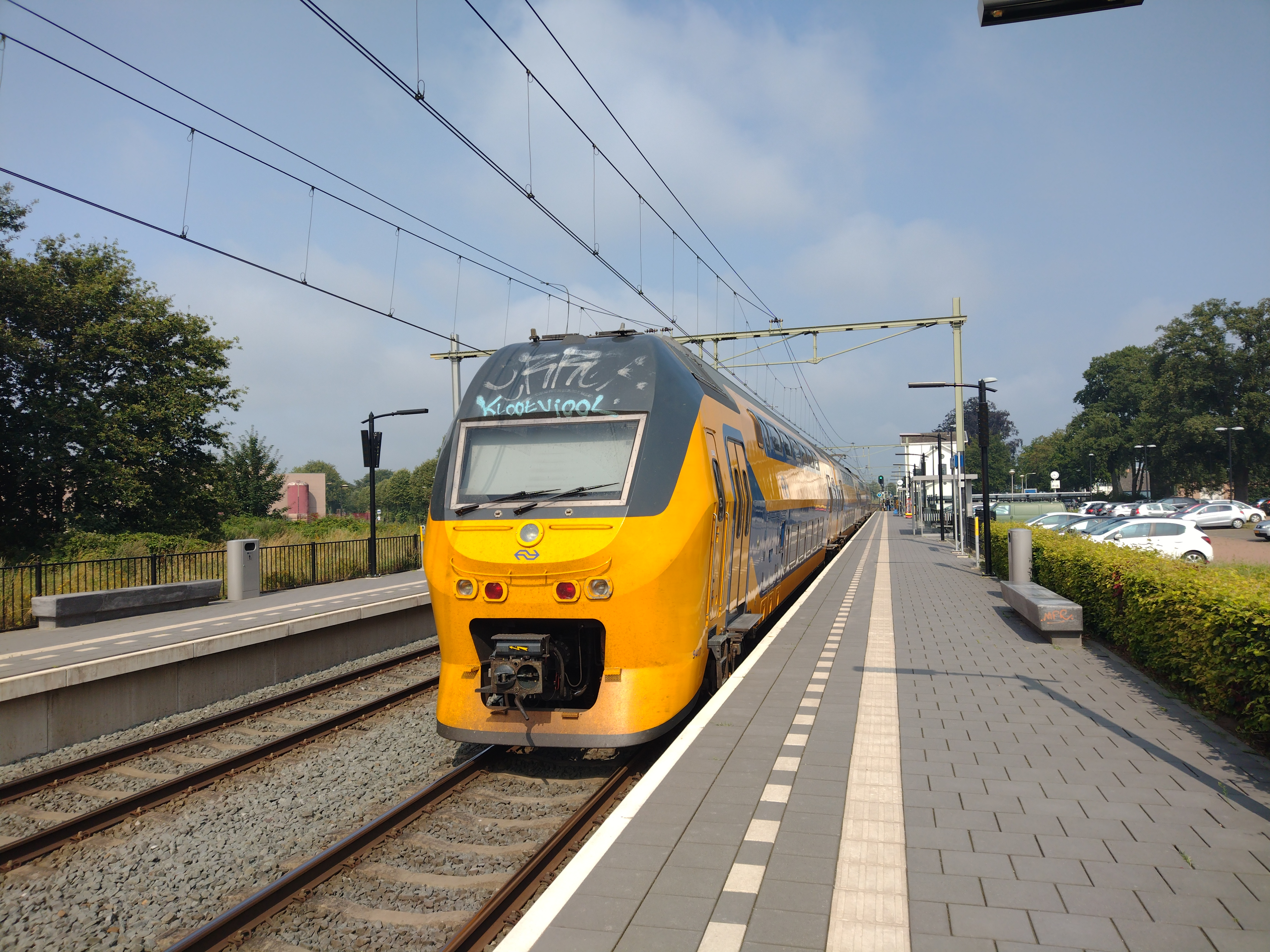
VIRMm op het station
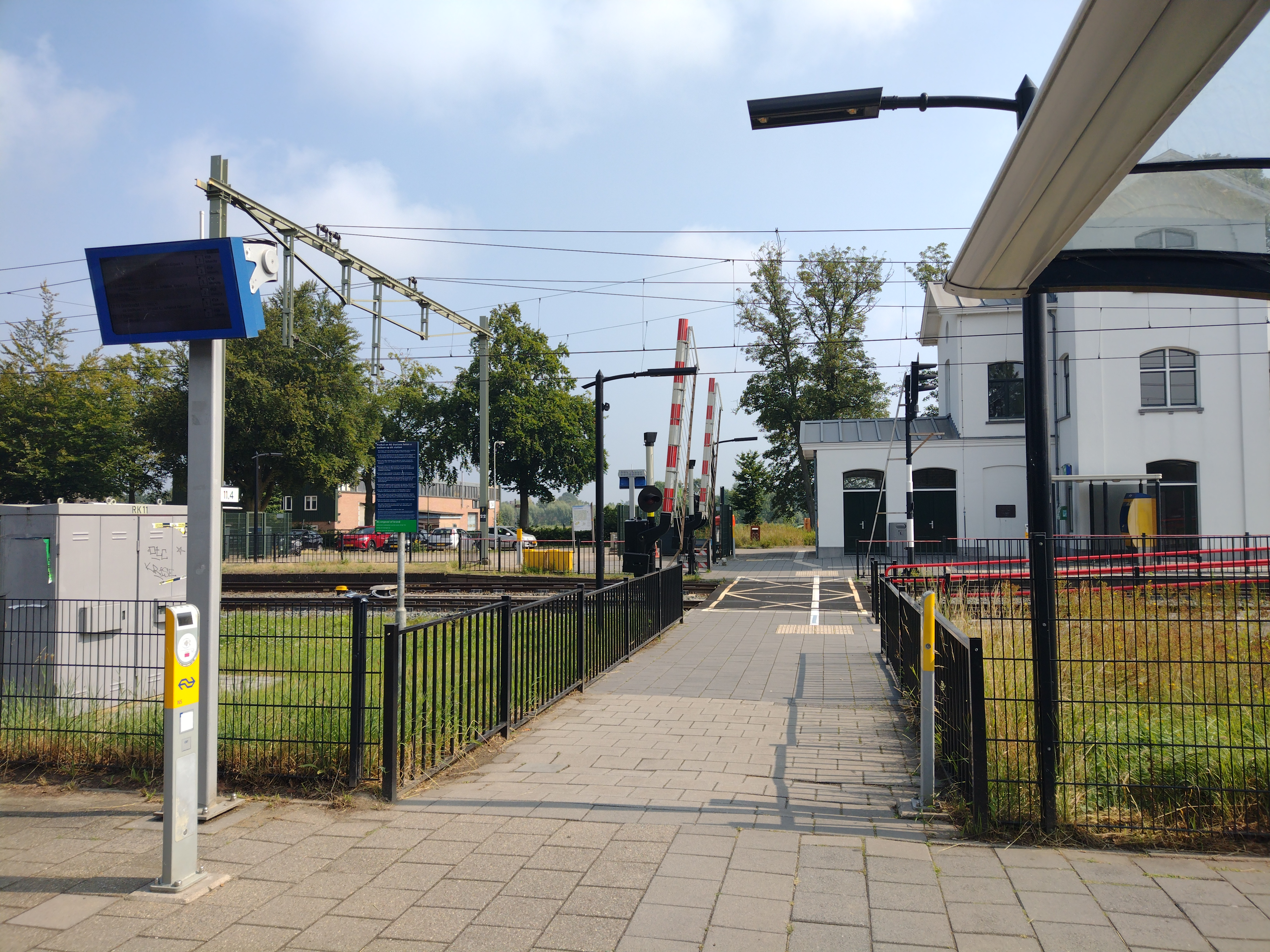
Achteringang van het station
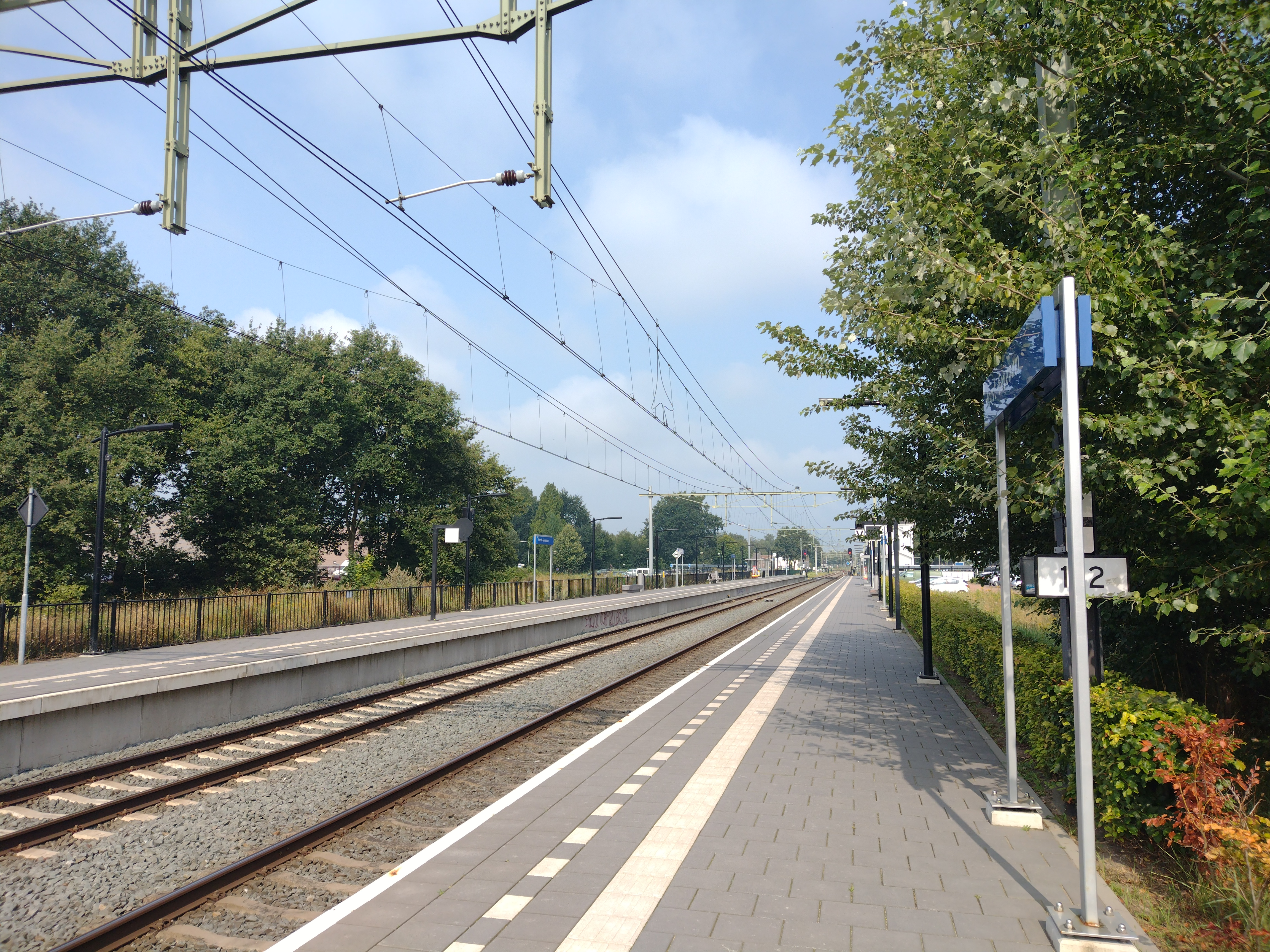
Perrons